# Ville-en-Woëvre
Ville-en-Woëvre är en kommun i departementet Meuse i regionen Grand Est (tidigare regionen Lorraine) i nordöstra Frankrike. Kommunen ligger i kantonen Fresnes-en-Woëvre som tillhör arrondissementet Verdun. År 2022 hade Ville-en-Woëvre 130 invånare.

## Befolkningsutveckling
Antalet invånare i kommunen Ville-en-Woëvre
| Referens: INSEE |